# Бондаренко, Дмитрий Михайлович
Дми́трий Миха́йлович Бондаре́нко (род. 9 июня 1968 года, Москва) — российский историк, африканист, социальный антрополог. Доктор исторических наук (2000), профессор (2007), профессор РАН (2015), член-корреспондент РАН (2016). Заместитель директора, заведующий Отдела антропологии Востока и главный научный сотрудник Института востоковедения РАН, директор Международного центра антропологии НИУ ВШЭ, профессор РГГУ. Сооснователь и соредактор международного журнала «Социальная эволюция и история» («Social Evolution and History»).

## Биография
Окончил с отличием кафедру этнографии исторического факультета МГУ им. М. В. Ломоносова (1990). 
Кандидат исторических наук (1993, диссертация «Бенинское общество накануне первых контактов с европейцами: стадиальные и цивилизационные особенности»). В 2000 году защитил докторскую диссертацию «Доимперский Бенин: формирование и эволюция системы социально-политических институтов». С 2007 года — профессор по кафедре этнологии. В 2015 году избран профессором РАН по отделению глобальных проблем и международных отношений. 28 октября 2016 года избран членом-корреспондентом РАН по Отделению историко-филологических наук..
С декабря 2024 года работает в Институте востоковедения РАН, являясь заместителем директора Института по научной работе, заведующим Отдела антропологии Востока и главным научным сотрудником.
С августа 1990 года до декабря 2024 года работал в Институте Африки, с апреля 2008 года до октября 2024 года — заместителем директора по научной работе.
С сентября 1996 года преподаёт в Российском государственном гуманитарном университете, профессор Центра социальной антропологии с момента его основания. 
С февраля 2018 года (с момента основания) является директором Международного центра антропологии НИУ ВШЭ.
В качестве приглашённого ученого работал в Северо-западном университете (Эванстон, США, 1993—1994), Институте истории Общества им. Макса Планка (Гёттинген, Германия, 2003, 2006), Доме наук о человеке (Париж, Франция, 2005).
Выступал с гостевыми лекциями и курсами лекций в университетах и научных центрах Анголы, Египта, России, США, Словении, Танзании, Уганды. Член Американской антропологической ассоциации, Ассоциации антропологов и этнологов России (член Исполнительного комитета и председатель Комиссии по политической антропологии), Общества востоковедов России, Ассоциации африканских исследований (США),Европейской ассоциации социальных антропологов (в 2006—2008 годах — руководитель секции африканистики), Международного союза антропологических и этнологических наук, Общества африканистов (Франция), Общества по изучению культурной эволюции и других профессиональных обществ и ассоциаций.
Возглавлял полевые исследования российских ученых в странах Африки: Танзании (2003, 2005, 2007), Нигерии (2006), Бенине (2008), Руанде (2009), Замбии (2010), Уганде (2017, 2018), а также среди африканцев в России (2007—2016), африканцев и африкано-американцев в США (2013—2015, 2022).
Член экспертного совета ВАК РФ по истории (2015—2022).
Высоко оценивали Бондаренко Роберт Карнейро и Хенри Классен.

## Области научных интересов
- социальная теория;
- антропологическая теория;
- всемирная история;
- политическая антропология;
- доиндустриальные общества;
- социокультурные трансформации и межкультурное взаимодействие в современном мире (этно-расовые, конфессиональные и международные аспекты);
- мигранты из стран субсахарской Африки в России и США;
- культуры и история народов Африки южнее Сахары.

## Труды
Автор более 500 научных публикаций. В числе индивидуальных и коллективных монографий:
- Бенин накануне первых контактов с европейцами. Человек. Общество. Власть. М.: Институт Африки РАН, 1995.
- Пространство и время в традиционных и архаических культурах. М.: Институт Африки РАН, 1996 (отв. ред. совм. с И. В. Следзевским).
- Теория цивилизаций и динамика исторического процесса в доколониальной Тропической Африке. М.: Институт Африки РАН, 1997.
- Альтернативные пути к цивилизации. М.: Логос, 2000 (отв. ред. совм. с Н. Н. Крадиным, А. В. Коротаевым, В. А. Лыншей).
- Доимперский Бенин: формирование и эволюция системы социально-политических институтов. М.: Институт Африки РАН, 2001.
- Кочевая альтернатива социальной эволюции. М.: Институт Африки РАН, 2002 (отв. ред. совм. с Н. Н. Крадиным).
- Цивилизационные модели политогенеза. М.: Институт Африки РАН, 2002 (отв. ред. совм. с А. В. Коротаевым).
- A Popular History of Benin. The Rise and Fall of a Mighty Forest Kingdom. Frankfurt am Main etc.: Peter Lang, 2003. (with P. M. Roese).
- Сакрализация власти в истории цивилизаций. М.: Институт Африки РАН, 2005. Ч. I—III (отв. ред. совм. с Л. А. Андреевой, А. В. Коротаевым).
- Раннее государство, его альтернативы и аналоги. Волгоград: Учитель, 2006 (отв. ред. совме. с Л. Е. Грининым, Н. Н. Крадиным, А. В. Коротаевым).
- Homoarchy as a Principle of Culture’s Organization. The 13th-19th Centuries Benin Kingdom as a Non-State Supercomplex Society. Moscow: URSS, 2006.
- Правитель и его подданные: социокультурная норма и ограничения единоличной власти. М.: Институт Африки РАН, 2009 (отв. ред. совм. с А. А. Немировским).
- Конфликты в Африке: причины, генезис и проблемы урегулирования (этнополитические и социальные аспекты). М.: Институт Африки РАН, 2013 (отв. ред. совм. с И. О. Абрамовой).
- Африка: процессы социокультурной трансформации. М.: Институт Африки РАН, 2014. (отв. ред. совм. с Е. Б. Деминцевой).
- Anthropology, History, and Memory in Sub-Saharan Africa. In Memoriam Michel Izard. (Special Issue of Social Evolution and History. 2014. Vol. 13, № 2; Ed. with T. Graetz and P. Skalnik).
- The Axial Ages of World History: Lessons for the 21st Century. Litchfield Park, AZ: Emergent Publications, 2014 (with K. Baskin).
- Оттенки чёрного: культурно-антропологические аспекты взаимовосприятия и взаимоотношений африкано-американцев и мигрантов из стран субсахарской Африки в США. М.: ЯСК, 2016 (Дополн. изд. на англ. яз.: African Americans and American Africans: Migration, Histories, Race and Identities. Canon Pyon: Sean Kingston Publishing, 2019).
- State Building, States, and State Transformation in Africa. (Special Issue of Social Evolution and History. 2018. Vol. 17, № 1; Ed. with C.I. Njoku and E.C. Ejiogu).
- Plural Trajectories: Introduction to African Futures. (специальный выпуск Ученых записок Института Африки РАН / Journal of the Institute for African Studies. 2019, № 2 [47]; Ed. with D. O’Kane).
- The Omnipresent Past. Historical Anthropology of Africa and African Diaspora. Moscow: LRC Publishing House, 2019 (Ed. with M.L. Butovskaya).
- The Evolution of Social Institutions: Interdisciplinary Perspectives. Cham: Springer, 2020 (Ed. with S.A. Kowalewski and D.B. Small).
- Постколониальные нации в историко-культурном контексте . М.: Издательский дом ЯСК, 2022 (перевод на англ. яз.: Post-Colonial Nations in Historical and Cultural Context. Lanham, MD: Lexington Books, 2023).
- "Черное наследие": африканцы и их потомки в исторической памяти США. М.: Институт Африки РАН, 2024 (отв. ред.).
- Принципы и формы социокудьтурной организации: исторические контексты взаимодействия. М.: ЯСК, 2024 (отв. ред. совм. с. Г.В. Александровым).

Некоторые из статей в Большой российской энциклопедии:
- Бахофен, Иоганн Якоб : [арх. 21 октября 2022] / Бондаренко Д. М. // «Банкетная кампания» 1904 — Большой Иргиз. — М. : Большая российская энциклопедия, 2005. — (Большая российская энциклопедия : [в 35 т.] / гл. ред. Ю. С. Осипов ; 2004—2017, т. 3). — ISBN 5-85270-331-1.
- Боас Франц Ури : [арх. 21 октября 2022] / Бондаренко Д. М. // «Банкетная кампания» 1904 — Большой Иргиз. — М. : Большая российская энциклопедия, 2005. — С. 620. — (Большая российская энциклопедия : [в 35 т.] / гл. ред. Ю. С. Осипов ; 2004—2017, т. 3). — ISBN 5-85270-331-1.
- Гуди, Джек : [арх. 19 октября 2022] / Бондаренко Д. М. // Григорьев — Динамика. — М. : Большая российская энциклопедия, 2007. — С. 134. — (Большая российская энциклопедия : [в 35 т.] / гл. ред. Ю. С. Осипов ; 2004—2017, т. 8). — ISBN 978-5-85270-338-5.
- Фрэзер, Джеймс Джордж : [арх. 21 октября 2022] / Бондаренко Д. М. // Уланд — Хватцев. — М. : Большая российская энциклопедия, 2017. — С. 637. — (Большая российская энциклопедия : [в 35 т.] / гл. ред. Ю. С. Осипов ; 2004—2017, т. 33). — ISBN 978-5-85270-370-5.